# 센타우루스자리 프록시마 b
센타우루스자리 프록시마 b(프록시마 b 또는 센타우루스자리 알파 Cb)는 태양에서 가장 가까우면서 센타우루스자리 알파 삼중성계의 일원인 적색왜성 센타우루스자리 프록시마의 생명체 거주가능 영역 내를 돌고 있는 외계 행성이다. b는 센타우루스자리 방향으로 지구로부터 약 4.2 광년(1.3 파섹, 40조 km, 25조 마일, 26만 5천 AU) 떨어져 있어서 지구에서 가장 가까운 외계 행성이기도 하다.
모항성에서 프록시마 b까지의 거리는 0.05 AU(750만 km 또는 460만 마일)로 가깝다. b는 11.2 일을 1 주기로 프록시마를 공전하고 있으며 예상되는 b의 질량은 지구의 최소 1.3 배이다. 이 행성은 지구가 받는 태양풍 강도의 약 2000 배에 해당되는 항성풍 압력을 받고 있으나 b의 생명체 거주 가능성 여부는 아직까지 명확하게 정립되지 않았다.
2016년 8월 이 행성의 발견이 공표되었다. 시선속도법은 어머니 항성의 분광선에 나타나는 주기적인 도플러 이동으로부터 행성의 존재를 추정하는 것으로 프록시마 b는 이 방법을 이용하여 발견되었다. 발견 논문들에 따르면 지구에 대한 어머니 별의 시선속도는 초당 약 1.4 미터의 진폭으로 흔들리고 있다. Guillem Anglada‐Escudé의 주장에 따르면 프록시마 b는 지구에서 가까우므로 스타샷 프로젝트 또는 최소한 다가오는 수 세기 내 다른 계획을 통해 로봇 탐사를 할 기회가 주어질 것이다.
궤도 경사를 모르기 때문에 프록시마 b의 정확한 질량은 알 수 없다. 만약 b의 궤도면이 관측자의 시선 방향과 거의 일치한다면 질량값은 지구의 1.27+0.19
−0.17 배일 것이다. 통계적으로 b의 질량은 대략 90%의 확률로 지구의 3배 미만일 것이다.
2019년 5월 발표된 논문에서 최근의 스피처 우주망원경 자료를 분석한 결과 센타우루스자리 프록시마 b는 지구에서 봤을 때 항성의 앞을 지나가지 않으며 종전에 관측된 통과 현상은 상호 연관된 잡음 때문인 것으로 결론이 나왔다.

## 물리적 특성

### 질량, 반지름, 온도
센타우루스자리 프록시마 b의 겉보기 궤도 경사는 아직 측정되지 않았다. 프록시마 b의 최소질량은 지구의 1.27 배로 만약 b의 궤도면이 지구 관측자의 시선방향과 평행하다면 이 값이 맞을 것이다. 만약 궤도 경사가 밝혀진다면 질량을 계산할 수 있을 것이다. 만약 궤도가 보다 기울어져 있으면 실제 질량은 더 커질 것이며 질량값이 지구의 3 배 미만일 확률은 약 90%이다. b의 정확한 반지름은 알려지지 않았다. 만약 b가 암석으로 조성되어 있고 밀도를 지구와 같다고 가정하면 반지름은 최소 지구의 1.1 배일 것이다. 만약 b의 밀도가 지구보다 낮거나 실제 질량이 최소질량보다 크다면 반지름은 지구보다 클 것이다. 수많은 슈퍼지구 크기 행성들처럼 센타우루스자리 프록시마 b는 해왕성 비슷하게 표면에는 두꺼운 수소층이, 내부에는 얼음층이 존재할 수도 있는데 이럴 가능성은 10% 이상이다. b의 균형 온도는 234 K (−39 °C; −38 °F)이다.

### 어머니 별
프록시마 b는 적색왜성 센타우루스자리 프록시마를 돌고 있다. 프록시마 항성의 질량은 태양의 12%이며 반지름은 14%이다. 표면 온도는 3042 켈빈이며 나이는 48억 5천만 년이다. 참고로 태양의 나이는 46억 년이며 표면 온도는 5778 켈빈이다. 센타우루스자리 프록시마의 1 자전주기는 83 일이며 광도는 태양의 0.0015 배이다. 삼중성계의 나머지 두 항성들과 마찬가지로 프록시마는 태양과 비교할 때 중원소가 더 풍부한데 이는 보통 프록시마처럼 질량이 작은 별에서는 흔히 볼 수 없는 특징이다. b의 금속함량([Fe/H])은 0.21로 태양 대기 내 중원소 함유량의 1.62 배이다.
프록시마는 태양에서 가장 가까운 항성이지만 광도가 낮아서 맨눈으로 볼 수 없다.(평균 겉보기등급이 11.13임)
프록시마는 섬광성이다. 이는 이 별이 대규모의 항성풍을 만드는 자기장 활동 때문에 때때로 고에너지 방출량 및 광도가 극적으로 증가한다는 뜻이다. 2016년 3월 18일 1033.5 erg 에너지의 슈퍼플레어가 관측되었다. 2016년 3월 플레어는 평상시 수준의 약 68 배에 이르러 태양보다 약간 더 밝았다. 이때 주변 행성 표면이 받은 빛의 위력은 자외선에 강한 미생물을 충분히 죽일 수 있는 수치보다 100 배 더 강했다. 관측된 플레어 현상들의 빈도에 따르면 프록시마를 공전하는 가상 행성의 대기에 지구 비슷한 오존이 있다면 수십만 년 이내로 전부 사라질 것이다.

### 궤도
센타우루스자리 프록시마 b는 어머니 별을 11.186 일에 1회 돌고 있으며 별과의 평균 거리는 약 0.05 천문단위(700만 km 또는 500만 마일)로 태양과 지구 사이 거리의 약 20분의 1 정도이다. 참고로 태양에서 가장 가까운 행성 수성의 평균 공전궤도 반지름은 0.39 AU이다. 프록시마 b가 모성으로부터 받는 복사플럭스는 태양의 65% 수준이다.(화성이 받는 양은 태양의 43% 수준) 프록시마로부터 나오는 복사플럭스의 대부분은 적외선 스펙트럼에 있다. 가시광선 스펙트럼에서 b가 받는 에너지는 지구 조도 PAR(400~700 nm)의 3%에 불과하다.(목성은 3.7%, 토성은 1.1%임) 조용한 프록시마로부터 프록시마 b가 받는 조도는 약 2700 럭스이다. 참고로 지구에서 태양이 떠오를 때 수평으로 받는 최대 조도는 대략 400 럭스이다. 프록시마에서는 종종 플레어가 발생한다. 2016년 발생한 관측사상 가장 밝은 플레어는 프록시마의 광도를 약 8 배 높여놓았는데 이는 종전 수준에 비하면 커다란 변화량이었으나 태양빛으로 환산하면 지구에 조사되는 양의 약 17%로 그리 강력한 수준은 아니다. 그러나 b는 모항성에 매우 가까이 있기 때문에 지구가 받는 양의 400 배에 이르는 엑스선에 노출된다.

## 생명체 거주 가능성

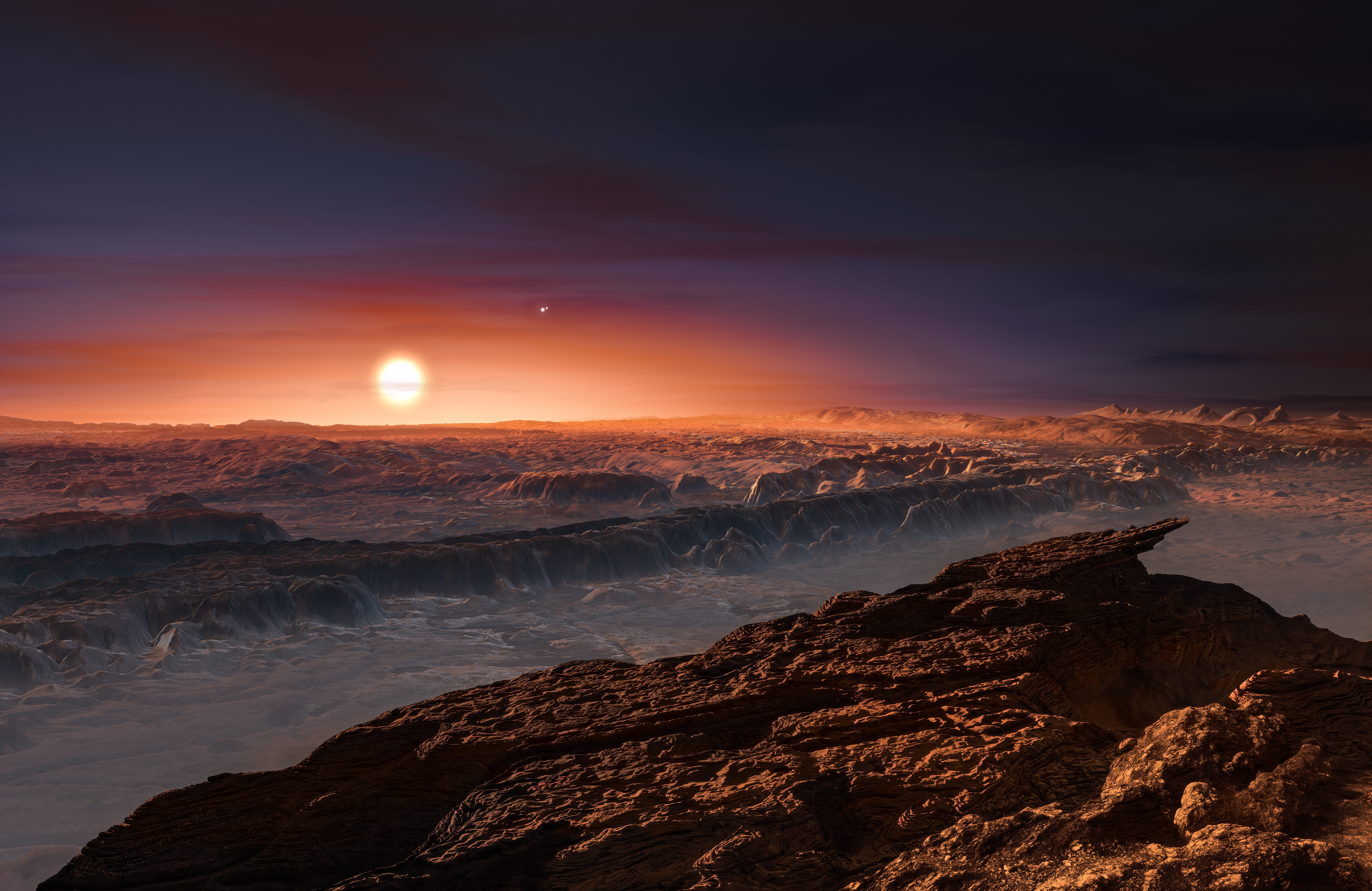
천체 예술가가 그린 센타우루스자리 프록시마 b 표면의 개념도. 지평선의 밝은 항성이 프록시마이며 오른쪽 위에 센타우루스자리 알파 쌍성계가 보인다.

센타우루스자리 프록시마 b의 생명체 거주 가능성은 확실히 검증되지 않았으나 b는 지구가 태양으로부터 겪는 태양풍 강도의 2000 배에 이르는 항성풍 압력에 노출되어 있다. 이 복사 및 항성풍은 b에 존재하는 대기를 전부 벗겨냈을 것 같으며 이런 환경에서 생명체는 땅 속에서만 생존할 수 있을 것이다.
생명체 거주 가능 영역은 우주 공간에서 생명체가 살 수 있는 영역을 말한다. 프록시마 b는 센타우루스자리 프록시마의 생명체 거주가능 영역(행성의 조건 및 대기의 성질이 적절할 경우 액체 물이 행성 표면에 존재할 수 있는 영역) 안을 돌고 있다. b가 모항성과 불과 750만 km밖에 떨어져 있지 않은데도 생명체 거주 가능 영역 안에 있을 수 있는 까닭은 프록시마가 스펙트럼상 M형 별인 적색왜성이기 때문이다. 즉, 모항성인 프록시마의 온도가 낮기 때문에(표면온도 약 3000 °C) 이렇게 가까움에도 프록시마 b가 생명체 거주 가능 영역에 있을 수 있는 것이다. 태양 질량의 8분의 1 수준인 프록시마 주변의 생물권은 항성으로부터 0.0423 ~ 0.0816 AU 범위에 걸쳐 있다. 2016년 10월 프랑스 CNRS 연구재단의 천문학자들은 b에 지구 비슷한 바다와 미약한 대기가 존재할 가능성이 매우 높다고 주장했다. 그러나 b는 지구에서 봤을 때 항성 앞을 지나가지 않기 때문에 이 가설을 검증하기는 어렵다.
센타우루스자리 프록시마 b는 생물권 안을 돌고 있음에도 불구하고 잠재적으로 위험한 여러 물리적 조건들 때문에 생명체 거주가능성에 의문부호가 붙어 왔다. 우선 프록시마와 프록시마 b의 거리가 너무 가깝다는 점을 들 수 있다. b는 모항성에 근접해 있는데 거리가 가까우면 항성으로부터 중력의 영향을 많이 받을 것이고, 이 때문에 자전과 공전 주기가 일치하게 될 수 있다.(항상 지구에 대해 같은 면만 보이는 달을 예로 들 수 있다.) 그러면 빛이 닿는 부분은 항상 뜨겁고, 빛이 닿지 않는 부분은 차가울 것이다. 그런 모습이 눈알처럼 보이기 때문에 이를 아이볼 어스라 부른다. 프록시마 b도 아이볼 어스일 가능성이 있다. 이 경우 거주가 가능한 영역은 두 극단적인 반구 사이에 있는 경계선 지대(보통 명암 경계선으로 부른다.)로 한정되는데 이는 액체 물이 존재하기에 적합한 온도가 이 지역에서만 형성되기 때문이다. 만약 b의 궤도 이심률이 0이면 동기 자전의 원인이 되어 뜨거운 한쪽 면은 영원히 항성만을 바라보며 반대쪽에는 영원한 어둠과 얼어붙는 추위가 지속될 것이다. 그러나 프록시마 b의 공전 이심률은 0.35 아래라는 것만 알려져 있을 뿐 확실하게 밝혀지지 않았고 이심률이 0.35라면 수성과 유사한 3:2 자전-공전 공명비에 b가 고정될 가능성이 충분하다. 이 경우 b가 1회 자전하는 데에는 대략 7.5 일이, 프록시마가 b의 지평선에서 떠올라 지기까지는 약 22.4 일이 걸릴 것이다. 궤도공명비는 최고 2:1까지도 가능하다.
다른 문제로는 모항성인 프록시마가 플레어 스타(flare star)이기 때문에 항성에서 나오는 섬광들이 행성의 대기를 상실시켰을 가능성을 들 수 있다. 프록시마가 플레어를 방출하면 자외선과 X선이 나오는데 이들은 행성의 대기를 벗겨낸다.(대기가 없으면 생명체가 살 수 없다.) 그러나 만약 프록시마 b가 강력한 자기장을 갖고 있다면 모항성의 플레어 활동은 문제가 되지 않을 것이다.
만약 물과 대기가 존재한다면 생명체에게 보다 호의적인 환경이 마련될 것이다. 질소가 1 바, 이산화탄소는 ~0.01 바 수준으로 존재한다고 가정할 경우, 지구의 바다와 비슷한 평균 온도의 해양이 있는 세계에서 넓은 적도대(비동기 자전) 또는 빛이 비치는 반구 대부분(동기 자전)은 영원히 얼어붙지 않을 것이다. 만약 b의 대기가 충분히 두꺼워 한쪽 면에서 받은 열을 반대쪽 면으로 전달할 수 있다면 행성 표면 중 넓은 영역에서 거주가 가능할 것이다. 대기가 있다고 가정할 경우 시뮬레이션 결과 b는 탄생 직후부터 1억 ~ 2억 년에 걸쳐 프록시마로부터 받은 에너지로 인해 지구에 있는 양만큼의 물을 잃은 것으로 나왔다. 액체 물은 b가 동기 자전을 할 경우 행성 표면 중 항성의 빛을 가장 강하게 받는 부분에, 3:2 공명 자전을 할 경우에는 낮의 반구에서 적도대에 웅덩이 형태로 존재할 것이다. 대체로 천체물리학자들은 센타우루스자리 프록시마 b가 태어났을 때 지니고 있던 물을 지금도 가지고 있는지의 여부가 생명체가 살 수 있는지를 결정하는 가장 중요한 요건이라고 간주한다. 여러 망원경들과 관측 기법들을 통해 향후 프록시마 b의 조성물과 대기에 관해 더 많은 것을 알아낼 수 있을 것으로 보인다.

## 프록시마 b의 하늘
센타우루스자리 알파 계의 근처에 있기 때문에 프록시마 b에서 바라본 하늘은 지구에서 봤을 때와 거의 비슷하지만 센타우루스자리에서 가장 밝게 빛나던 별은 보이지 않을 것이다. 태양은 센타우루스자리 알파 계의 현재 적경 및 적위의 대척점인 적경 02h 39m 35s, 적위 +60° 50′(2000년 기준)에서 겉보기등급 +0.5의 노란색 별로 보일 것이다. 이 위치는 3.4 등성 카시오페이아자리 엡실론의 근처이며 심장 성운의 바로 앞 근처이다. 이 위치 때문에 외계 관측자 눈에는 카시오페이아자리의 ＼/＼/ 모양이 /＼/＼/ 모양으로 바뀐 것처럼 보일 것이다. 시리우스는 오리온자리(모양이 바뀌지 않음)의 베텔게우스로부터 1 도가 채 되지 않는 거리로 위치를 바꿨을 것이며 밝기는 −1.2 등급으로 지구에서 봤을 때보다 약간 어두워지겠지만 여전히 센타우루스자리 알파 계의 하늘에서 가장 밝게 보일 것이다. 프로키온 역시 쌍둥이자리의 중앙부로 위치를 옮길 것이며 폴룩스보다 밝게 보일 것이다. 베가와 알타이르는 데네브(매우 멀리 떨어져 있기 때문에 거의 위치가 바뀌지 않음)와는 달리 북서쪽으로 위치를 옮겨서 여름의 대삼각형 모양이 보다 이등변 삼각형에 가까워질 것이다.
센타우루스자리 프록시마 b에서 본 센타우루스자리 알파 AB는 합산한 겉보기등급이 −6.8인, 가까이 붙어 있는 밝은 별 둘처럼 보일 것이다. A와 B의 공전 위치에 따라 맨눈으로 본 두 별은 확실하게 별개의 천체로 보이거나, 또는 가끔씩, 그러나 단순하게, 분리되지 않은 홑별처럼 보일 것이다. 절대등급에 기초하면 센타우루스자리 알파 A와 B의 겉보기등급은 각각 −6.5와 −5.2일 것이다.

## 생성
센타우루스자리 프록시마처럼 작은 별들의 항성탄생 원반 모형에 따르면 별이 태어날 당시 항성으로부터 1 천문단위 이내에 있는 물질을 다 합쳐도 지구 질량 하나를 넘지 않는다 한다. 이 모형에 따르면 센타우루스자리 프록시마 b는 현재의 위치에서 태어난 것 같지 않다. 이는 프록시마 b가 지금의 위치가 아닌 다른 어디에서 생겨났거나 혹은 현재의 원반 모형에 수정이 가해져야 함을 뜻한다.

## 발견

2016년 1월 ~ 3월 사이 프록시마가 지구에 대해 가까워졌다가 멀어지는 시선 속도를 기록한 HARPS 분광기의 그래프. 붉은 점+검은 오차 막대는 데이터 집합이며 파란색 곡선은 이 데이터 집합을 보정한 값이다. 그래프에서 프록시마의 진폭 및 주기는 행성의 최소질량을 계산하는 데 이용되었다.

2013년 하트퍼드셔 대학교의 미코 투오미는 과거 관측 기록들로부터 프록시마 b가 존재할 것이라는 증거를 최초로 포착했다. 이 존재 가능성을 검증하기 위해 2016년 1월 천문학자들로 구성된 팀이 창백한 붉은 점 프로젝트를 발족시켰다. 2016년 8월 24일 Guillem Anglada-Escudé가 이끄는, 전세계에서 온 31명의 과학자들로 이루어진 팀이 연구 검토 결과 센타우루스자리 프록시마 b의 존재를 확인했으며 네이처에 동료평가를 마친 논문이 발표되었다.
측정에 사용된 분광기는 라 시야 천문대의 ESO 3.6미터 망원경 내 HARPS와 8 미터 VLT였다. 공전주기와 조합한 어머니 항성의 시선속도 극대점으로부터  외계 행성의 최소질량을 계산했다. 1종 오류가 발생할 가능성은 1000만 분의 1로 나왔다.
프록시마 행성계의 관측자료는 복잡하여 프록시마를 도는 행성들이 추가로 발견될 여지가 있다. 계산 결과 항성을 도는 또다른 슈퍼지구의 존재를 부정할 수 없으며 슈퍼지구가 있더라도 센타우리 b의 궤도를 불안정하게 만들지는 않을 것이다.

## 미래 관측

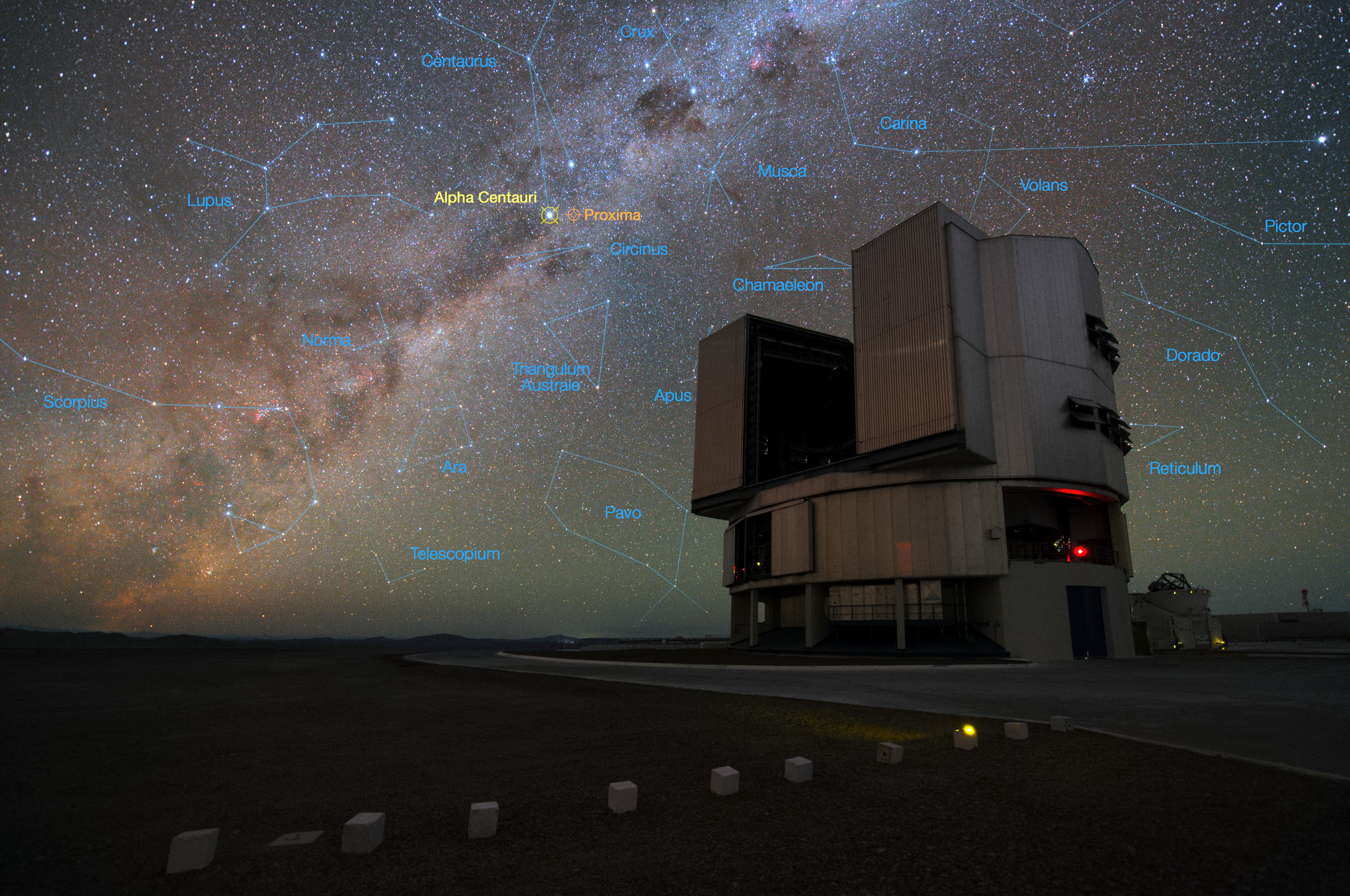
VLT와 센타우루스자리 알파 항성계.

과학자들은 VLT에 탑재된 ESPRESSO와 SPHERE를 조합하여 센타우루스자리 프록시마 b의 사진을 찍고, b의 대기를 조사하여 산소, 수증기, 메테인이 존재한다는 단서를 찾아낼 수 있을 것이라고 생각하고 있다. 제임스 웨브 우주망원경은 센타우리 b의 대기 특징을 잡아낼 수 있을 것이다. 다만 MOST와 HATSouth 광도기를 조합한 연구 결과 행성이 항성면을 통과하는 결정적 증거는 발견되지 않았으며 항성면 통과 행성을 찾을 확률은 1 퍼센트 미만으로 나왔다.
프록시마 b의 발견은 소형 쾌속 탐사선을 센타우루스자리 알파 항성계에 보내는 것을 목표로 하는 개념 증명 프로젝트 롱숏 계획에 큰 영향을 미쳤다. 이 계획은 연구 기업 Breakthrough Initiatives가 주도하고 있으며 소형 무인 우주선 스타칩스를 개발 / 발사하는 것을 기획하고 있다. 이 우주선은 광속의 20% 속도로 날 수 있고 알파 계에 도착하는 데에는 약 20년이 걸리며 현장에서 수집한 정보가 지구에 닿는 데에는 4년이 조금 넘게 걸릴 것이다.

### 2069년 알파 센타우리 미션
2017년 Breakthrough Initiatives는 인접 항성계 알파 센타우리에서 생명체가 거주 가능한 행성을 찾기 위해 유럽 남방 천문대(ESO)와의 협력 체제에 돌입했다. 두 기관의 협약에는 Breakthrough Initiatives가 칠레 소재 ESO의 VLT에 내장된 VISIR(중적외선 VLT 분광복사계 및 분광기)의 업그레이드에 자금을 제공하는 내용이 포함되어 있다.

## 갤러리
- 프록시마 b에서 본 모항성 프록시마의 겉보기 크기가 어느 정도인지를 지구에서 본 태양 원반의 크기와 비교한 그림. 프록시마는 태양보다 훨씬 작지만 프록시마 b는 항성에 매우 가까이 있다.
- 여러 천체들의 상대적 크기를 비교한 그림. 센타우루스자리 알파 계의 별 셋에 각지름이 측정된 항성들 몇몇이 있다. 태양과 목성은 비교를 위해 함께 실려 있다.
- 이 도표에는 남반구 하늘의 거대한 센타우루스 별자리와, 맑고 어두운 밤하늘에서 맨눈에 보이는 항성들 대부분이 나와 있다. 태양계에서 가장 가까운 항성 센타우루스자리 프록시마는 붉은 원 위치에 있다. 프록시마는 너무 어두워서 맨눈으로 볼 수 없으며 작은 망원경으로 관측하면 볼 수 있다.
- 칠레 소재 라 시야 천문대의 ESO 3.6 미터 망원경 위로 펼쳐진 남반구 하늘(위) / NASA/ESA 허블 우주망원경이 촬영한 센타우루스자리 프록시마(아래 오른쪽)와 센타우루스자리 알파 AB(아래 왼쪽). 프록시마는 태양계에서 가장 가까운 별이며 프록시마 b가 주위를 돌고 있다.

### 동영상
- 프록시마 b의 예상 표면 기온을 수량적 시뮬레이션으로 나타낸 것. 동적 기상학 연구소(Laboratoire de Météorologie Dynamique)의 행성 전역 기후 모형(Planetary Global Climate Model)을 사용했다. 여기에서 프록시마 b는 지구 비슷한 대기가 있어 바다로 덮여 있다고 가정했다. 점선은 액체와 얼음 해양의 경계이다. 행성의 자전 양상에 기준하여 모형 두 개를 만들었는데 이 영상은 3:2 공명비(공전의 자연적 빈도)를 가정했으며 행성이 모성을 1회 공전하는 동안 원거리의 관측자 눈에 어떻게 보일지를 나타낸 것이다.
- 프록시마 b 표면의 예상 온도를 수량적 시뮬레이션화한 것. b가 지구 비슷한 대기를 지녀서 바다로 덮여 있다고 가정했다. 점선은 액체와 얼음 바다의 경계선이다. 이 영상은 b가 모성에 대해 동주기 자전(지구를 도는 달과 같다.)을 할 경우이며 행성이 1회 공전을 하는 동안 원거리 관측자 눈에 어떻게 보일지를 나타낸 것이다.
- 프록시마 b

## 같이 보기
- 센타우루스자리 알파 Bb
- 우주생물학
- 초대형 망원경

### 내용주
1. ↑  100.21 = 1.62. 이는 프록시마의 대기 내 금속함량이 태양의 1.62 배라는 뜻이다.
2. ↑  센타우루스자리 프록시마의 절대등급 {\displaystyle \scriptstyle M_{V_{\ast }}=15.6}과 태양의 절대등급 {\displaystyle \scriptstyle M_{V_{\odot }}=4.83}을 알면 프록시마의 안시등급은 {\displaystyle \scriptstyle {\frac {L_{V_{\ast }}}{L_{V_{\odot }}}}=10^{0.4\left(M_{V_{\odot }}-M_{V_{\ast }}\right)}} = 4.92×10−5로 나온다. 프록시마 b의 공전궤도 반지름은 0.0485 AU 이므로 역제곱법칙을 이용하면 가시광도(행성 표면에서의 강도)는 다음과 같다. {\displaystyle \scriptstyle 4.92*10^{-5}\ *\ \scriptstyle {\left({\frac {1}{0.0485}}\right)^{2}}\ =\ 0.0209}
3. ↑  태양의 천구좌표는 지구에서 본 센타우루스자리 알파 AB의 방위와 정반대 위치인 α=02h 39m 36.4951s, δ=+60° 50′ 02.308″일 것이다.
4. ↑  센타우루스자리 알파 A의 질량: 태양의 1.1 배 / B의 질량: 태양의 0.92 배, A의 광도: 태양의 1.57 배 / B의 광도: 태양의 0.51 배, 태양의 겉보기등급: −26.73, A와 B의 근점: 11.2 AU / 원점: 35.6 AU로 놓고 계산한 값임.
5. ↑  창백한 붉은 점 Pale Red Dot 은 보이저 1호가 원거리에서 찍은 사진 이름 창백한 푸른 점 Pale Blue Dot 을 참고한 명칭이다.

### 인용주
1. 1 2 3 4 5 6 7 8 9 10 11 12 13 14 15 16  Anglada-Escudé G, Amado PJ, Barnes J, Berdiñas ZM, Butler RP, Coleman GA, de la Cueva I, Dreizler S, Endl M, Giesers B, Jeffers SV, Jenkins JS, Jones HR, Kiraga M, Kürster M, López-González MJ, Marvin CJ, Morales N, Morin J, Nelson RP, Ortiz JL, Ofir A, Paardekooper S, Reiners A, Rodríguez E, Rodriguez-López C, Sarmiento LF, Strachan JP, Tsapras Y, Tuomi M, Zechmeister M (2016년 8월 25일). “A terrestrial planet candidate in a temperate orbit around Proxima Centauri” (PDF). 《Nature》 (영어) 536 (7617): 437–440. arXiv:1609.03449. Bibcode:2016Natur.536..437A. doi:10.1038/nature19106. ISSN 0028-0836. PMID 27558064.
2. 1 2  Bixel, A.; Apai, D. (2017년 2월 21일). “Probabilistic Constraints on the Mass and Composition of Proxima b”. 《The Astrophysical Journal Letters》 (영어) 836 (2): L31. arXiv:1702.02542. Bibcode:2017ApJ...836L..31W. doi:10.3847/2041-8213/aa5f51. ISSN 2041-8205.
3. ↑  Tasker, Elizabeth J.; Laneuville, Matthieu; Guttenberg, Nicholas (2020년 1월 7일). “Estimating Planetary Mass with Deep Learning”. 《The Astronomical Journal》 159 (2): 41. arXiv:1911.11035. Bibcode:2020AJ....159...41T. doi:10.3847/1538-3881/ab5b9e. ISSN 1538-3881.
4. ↑  “Earth-like planet discovered orbiting sun's neighbor”. CNN. 2016년 8월 24일. 2016년 8월 24일에 확인함. A planet named Proxima b has been discovered orbiting the closest star to our sun.
5. ↑  Davis, Nicola (2016년 8월 24일). “Discovery of potentially Earth-like planet Proxima b raises hopes for life”. 《The Guardian》. 2019년 4월 14일에 원본 문서에서 보존된 문서. 2016년 8월 24일에 확인함.
6. 1 2 3 4  Chang, Kenneth (2016년 8월 24일). “One Star Over, a Planet That Might Be Another Earth”. 《The New York Times》. 2019년 6월 26일에 원본 문서에서 보존된 문서. 2016년 8월 24일에 확인함.
7. 1 2  Strickland, Ashley (2016년 8월 24일). “Closest potentially habitable planet to our solar system found”. CNN. 2016년 8월 30일에 원본 문서에서 보존된 문서. 2016년 8월 25일에 확인함.
8. 1 2 3 4  Clery, Daniel (2016년 8월 26일). “The exoplanet next door”. 《Science》 353 (6302): 857. Bibcode:2016Sci...353..857C. doi:10.1126/science.353.6302.857. Researchers have already found hundreds of similarly sized planets, and many appear to be far better candidates for hosting life than the one around Proxima Centauri, called Proxima b.
9. 1 2  Amos, Jonathan (2016년 8월 24일). “Neighbouring star Proxima Centauri has Earth-sized planet”. 《BBC News》. 2016년 8월 24일에 원본 문서에서 보존된 문서. 2016년 8월 25일에 확인함. Just how "habitable" this particular planet really is, one has to say is pure speculation for the time being.
10. 1 2 3 4  Ribas, Ignasi; Bolmont, Emeline; Selsis, Franck; Reiners, Ansgar;  외. (2016년 8월 25일). “The habitability of Proxima Centauri b: I. Irradiation, rotation and volatile inventory from formation to the present” (PDF). 《Astronomy & Astrophysics》 596: A111. arXiv:1608.06813. Bibcode:2016A&A...596A.111R. doi:10.1051/0004-6361/201629576. 2019년 5월 2일에 원본 문서 (PDF)에서 보존된 문서.
11. ↑  Marchis, Franck (2016년 8월 24일). “Proxima Centauri b: Have we just found Earth's cousin right on our doorstep?”. The Planetary Society. 2019년 6월 7일에 원본 문서에서 보존된 문서. 2016년 8월 24일에 확인함.
12. ↑  Jenkins, James S.; Harrington, Joseph; Challener, Ryan C.; Kurtovic, Nicolás T.;  외. (2019년 5월 11일). “Proxima Centauri b is not a transiting exoplanet”. 《Monthly Notices of the Royal Astronomical Society》 487 (1): 268–274. arXiv:1905.01336. doi:10.1093/mnras/stz1268.
13. ↑  Marchis, Franck (2016년 8월 24일). “Proxima Centauri b: Have we just found Earth's cousin right on our doorstep?”. The Planetary Society. 2019년 6월 7일에 원본 문서에서 보존된 문서. 2016년 8월 24일에 확인함.
14. ↑  Mendez, Abel (2016년 8월 17일). “A Potentially Habitable World in Our Nearest Star”. 《Planetary Habitability Laboratory》 (보도 자료). University of Puerto Rico at Arecibo. 2019년 5월 2일에 원본 문서에서 보존된 문서.
15. ↑  Ségransan, D.; Kervella, P.; Forveille, T.; Queloz, D. (2003). “First radius measurements of very low mass stars with the VLTI”. 《Astronomy and Astrophysics》 397 (3): L5–L8. arXiv:astro-ph/0211647. Bibcode:2003A&A...397L...5S. doi:10.1051/0004-6361:20021714.
16. 1 2  Mathewson, Samantha (2016년 8월 24일). “Proxima b By the Numbers: Possibly Earth-Like World at the Next Star Over”. 《Space.com》. 2018년 11월 16일에 원본 문서에서 보존된 문서. 2016년 8월 25일에 확인함.
17. ↑  Cain, Fraser (2008년 9월 16일). “How Old is the Sun?”. 《Universe Today》. 2010년 8월 18일에 원본 문서에서 보존된 문서. 2011년 2월 19일에 확인함.
18. ↑  Cain, Fraser (2008년 9월 15일). “Temperature of the Sun”. 《Universe Today》. 2010년 8월 29일에 원본 문서에서 보존된 문서. 2011년 2월 19일에 확인함.
19. 1 2 3  “Proxima b is our neighbor… better get used to it!”. Pale Red Dot. 2016년 8월 24일. 2019년 3월 31일에 원본 문서에서 보존된 문서. 2016년 8월 24일에 확인함.
20. ↑  Schlaufman, Kevin C.; Laughlin, Gregory (September 2010). “A physically-motivated photometric calibration of M dwarf metallicity”. 《Astronomy and Astrophysics》 519: A105. arXiv:1006.2850. Bibcode:2010A&A...519A.105S. doi:10.1051/0004-6361/201015016.
21. ↑  Jao, Wei-Chun; Henry, Todd J.; Subasavage, John P.; Winters, Jennifer G.;  외. (January 2014). “The Solar Neighborhood. XXXI. Discovery of an Unusual Red+White Dwarf Binary at ~25 pc via Astrometry and UV Imaging”. 《The Astronomical Journal》 147 (1): 21. arXiv:1310.4746. Bibcode:2014AJ....147...21J. doi:10.1088/0004-6256/147/1/21. ISSN 0004-6256.
22. ↑  
Christian, D. J.; Mathioudakis, M.; Bloomfield, D. S.; Dupuis, J.; Keenan, F. P. (2004). “A Detailed Study of Opacity in the Upper Atmosphere of Proxima Centauri” (PDF). 《The Astrophysical Journal》 612 (2): 1140–1146. Bibcode:2004ApJ...612.1140C. doi:10.1086/422803. 2019년 7월 10일에 원본 문서 (PDF)에서 보존된 문서.
23. ↑  Williams, Matt (2018년 4월 10일). “Proxima Centauri Just Released a Flare so Powerful it was Visible to the Unaided Eye. Planets There Would Get Scorched”. 《Universe Today》. 2019년 3월 31일에 원본 문서에서 보존된 문서. 2019년 1월 17일에 확인함.
24. ↑  Howard, Ward S.; Tilley, Matt A.; Corbett, Hank; Youngblood, Allison;  외. (2018년 6월 25일). “The First Naked-eye Superflare Detected from Proxima Centauri”. 《The Astrophysical Journal Letters》 860 (2): L30. arXiv:1804.02001. Bibcode:2018ApJ...860L..30H. doi:10.3847/2041-8213/aacaf3.
25. ↑  Airapetian, Vladimir S.; Glocer, Alex;  외. (2017). “How Hospitable Are Space Weather Affected Habitable Zones? The Role of Ion Escape”. 《The Astrophysical Journal》 836 (1): L3. doi:10.3847/2041-8213/836/1/L3.
26. 1 2  Rodriguez-Mozos, J. M.; Moya, A. (August 2019). “Erosion of an exoplanetary atmosphere caused by stellar winds”. 《Astronomy & Astrophysics》 (영어). Table A.4. arXiv:1908.06695. Bibcode:2019arXiv190806695R. doi:10.1051/0004-6361/201935543.
27. ↑  Ritchie, Raymond J.; Larkum, Anthony W. D.; Ribas, Ignasi (April 2018). “Could photosynthesis function on Proxima Centauri b?”. 《International Journal of Astrobiology》 17 (2): 147–176. Bibcode:2018IJAsB..17..147R. doi:10.1017/S1473550417000167. 2018년 9월 10일에 확인함.
28. ↑  Schlyter, Paul (2017년 3월 5일). “Radiometry and photometry in astronomy”. 《stjarnhimlen.se》. Stockholm, Sweden. 10: How bright are natural light sources?. 2017년 6월 21일에 확인함.
29. ↑  Garraffo, Cecilia; Drake, Jeremy J.; Cohen, Ofer (2016년 9월 28일). “The Space Weather of Proxima Centauri b”. 《The Astrophysical Journal Letters》 833 (1): L4. arXiv:1609.09076. Bibcode:2016ApJ...833L...4G. doi:10.3847/2041-8205/833/1/L4.
30. ↑  O'Neill, Ian (2016년 10월 7일). “Eyeballing Proxima b: Probably Not a Second Earth”. 《Space.com》. 2019년 7월 10일에 원본 문서에서 보존된 문서. 2016년 10월 10일에 확인함.
31. ↑  “Planet in star system nearest our Sun 'may have oceans'”. 《Phys.org》. AFP. 2016년 10월 6일. 2019년 4월 17일에 원본 문서에서 보존된 문서. 2016년 10월 6일에 확인함.
32. 1 2  Witze, Alexandra (2016년 8월 24일). “Earth-sized planet around nearby star is astronomy dream come true” (PDF). 《Nature》 536 (7617): 381–382. Bibcode:2016Natur.536..381W. doi:10.1038/nature.2016.20445. PMID 27558041. 2016년 8월 24일에 확인함.
33. 1 2  Singal, Ashok K. (2014). “Life on a tidally-locked planet”. 《Planex Newsletter》 4 (2): 8. arXiv:1405.1025. Bibcode:2014arXiv1405.1025S.
34. ↑  Barnes, Rory, 편집. (2010), 《Formation and Evolution of Exoplanets》, John Wiley & Sons, 248쪽, ISBN 978-3527408962.
35. ↑  
Heller, R.; Leconte, J.; Barnes, R. (April 2011). “Tidal obliquity evolution of potentially habitable planets”. 《Astronomy & Astrophysics》 528: A27. arXiv:1101.2156. Bibcode:2011A&A...528A..27H. doi:10.1051/0004-6361/201015809.
36. ↑  
Makarov, Valeri V. (2012년 5월 25일). “Conditions of Passage and Entrapment of Terrestrial Planets in Spin-orbit Resonances”. 《The Astrophysical Journal》 752 (1): 73. arXiv:1110.2658. Bibcode:2012ApJ...752...73M. doi:10.1088/0004-637X/752/1/73.
37. 1 2 3 4  Turbet, Martin; Leconte, Jeremy; Selsis, Franck; Bolmont, Emeline;  외. (2016년 9월 28일). “The habitability of Proxima Centauri b II. Possible climates and observability” (PDF). 《Astronomy & Astrophysics》 596: A112. arXiv:1608.06827v2. Bibcode:2016A&A...596A.112T. doi:10.1051/0004-6361/201629577. 2016년 8월 24일에 원본 문서 (PDF)에서 보존된 문서. 2016년 8월 25일에 확인함.
38. ↑  Turbet, M.; Ribas, I. (2016년 8월 24일). “Numerical simulation of possible surface temperatures on Proxima b (synchronous rotation)”. European Southern Observatory. 2016년 8월 24일에 확인함.
39. ↑  
Barnes, Rory; Deitrick, Russell; Luger, Rodrigo; Driscoll, Peter E.;  외. (2016년 8월 24일). “The Habitability of Proxima Centauri b I: Evolutionary Scenarios”. 《Astrobiology》 1608: 62. arXiv:1608.06919. Bibcode:2016arXiv160806919B.
40. ↑  Aron, Jacob (2016년 8월 24일). “Proxima b: Earth-like planet spotted just 4 light years away”. 《New Scientist》. 2016년 9월 20일에 원본 문서에서 보존된 문서. 2016년 8월 24일에 확인함.
41. ↑  “Follow a Live Planet Hunt!”. European Southern Observatory. 2016년 1월 15일. 2019년 6월 9일에 원본 문서에서 보존된 문서. 2016년 8월 24일에 확인함.
42. ↑  Feltman, Rachel (2016년 8월 24일). “Scientists say they've found a planet orbiting Proxima Centauri, our closest neighbor”. 《The Washington Post》. 2016년 9월 7일에 원본 문서에서 보존된 문서.
43. ↑  “Planet Found in Habitable Zone Around Nearest Star – Pale Red Dot campaign reveals Earth-mass world in orbit around Proxima Centauri”. European Southern Observatory. 2016년 8월 24일. 2019년 3월 21일에 원본 문서에서 보존된 문서. 2017년 1월 10일에 확인함.
44. ↑  “Planet Found in Habitable Zone Around Nearest Star”. European Southern Observatory. 2016년 8월 24일. 2019년 7월 9일에 원본 문서에서 보존된 문서.
45. ↑  Wall, Mike (2016년 8월 24일). “Found! Potentially Earth-Like Planet at Proxima Centauri Is Closest Ever”. 《Space.com》. 2019년 7월 3일에 원본 문서에서 보존된 문서.
46. ↑  Knapton, Sarah (2016년 8월 24일). “Proxima b: Alien life could exist on 'second Earth' found orbiting our nearest star in Alpha Centauri system”. 《The Telegraph》. 2016년 8월 26일에 원본 문서에서 보존된 문서. 2016년 8월 24일에 확인함.
47. 1 2  “VLT to Search for Planets in Alpha Centauri System – ESO Signs Agreement with Breakthrough Initiatives” (보도 자료). ESO. 2019년 4월 27일에 원본 문서에서 보존된 문서. 2017년 1월 10일에 확인함.
48. ↑  Lovis, C.; Snellen, I.; Mouillet, D.; Pepe, F.;  외. (March 2017). “Atmospheric characterization of Proxima b by coupling the SPHERE high-contrast imager to the ESPRESSO spectrograph”. 《Astronomy & Astrophysics》 599: A16. arXiv:1609.03082. Bibcode:2017A&A...599A..16L. doi:10.1051/0004-6361/201629682.
49. ↑  Kreidberg, Laura; Loeb, Abraham (2016년 11월 15일). “Prospects for Characterizing the Atmosphere of Proxima Centauri b”. 《The Astrophysical Journal》 832 (1): L12. arXiv:1608.07345. Bibcode:2016ApJ...832L..12K. doi:10.3847/2041-8205/832/1/L12.
50. ↑  Kipping, David M.; Cameron, Chris; Hartman, Joel D.; Davenport, James R. A.;  외. (2017년 2월 2일). “No Conclusive Evidence for Transits of Proxima b in MOST Photometry”. 《The Astronomical Journal》 153 (3): 93. arXiv:1609.08718. Bibcode:2017AJ....153...93K. doi:10.3847/1538-3881/153/3/93.
51. ↑  “Starshot”. Breakthrough Initiatives. 2016년 4월 12일. 2019년 5월 22일에 원본 문서에서 보존된 문서. 2016년 4월 12일에 확인함.
52. ↑  Gilster, Paul (2016년 4월 12일). “Breakthrough Starshot: Mission to Alpha Centauri”. 《Centauri Dreams》. 2016년 4월 14일에 확인함.
53. ↑  Overbye, Dennis (2016년 4월 12일). “Reaching for the Stars, Across 4.37 Light-Years; A Visionary Project Aims for Alpha Centauri, a Star 4.37 Light-Years Away”. 《The New York Times》. 2016년 4월 15일에 원본 문서에서 보존된 문서. 2016년 4월 12일에 확인함.
54. ↑  Stone, Maddie (2016년 4월 12일). “Stephen Hawking and a Russian Billionaire Want to Build an Interstellar Starship”. 《Gizmodo》. 2019년 5월 30일에 원본 문서에서 보존된 문서. 2016년 4월 12일에 확인함.

## 더 읽어보기
- (영어) Calandrelli E, Escher A (2016년 12월 16일). “The top 15 events that happened in space in 2016”. 《TechCrunch》. 2016년 12월 20일에 원본 문서에서 보존된 문서. 2016년 12월 16일에 확인함.